# Keiko Fukuda
Keiko Fukuda (福田 敬 子, 12 abril de 1913 - 9 de fevereiro, 2013) foi a praticante de judô feminino de mais alta hierarquia na história, mantendo o posto de nono dan da Kodokan. Foi a última estudante sobrevivente de Jigoro Kano, fundador do judô Ela foi uma renomada pioneira do judô feminino, sendo a primeira mulher promovido a 6º dan (c. 1972) e, posteriormente, 9º dan (2006), pela Kodokan. Em agosto de 2011 recebeu o 10º Dan -  a mais alta graduação do judô – pela USA Judo (organização que reúne praticantes da modalidade nos Estados Unidos), tornando-se a primeira mulher a chegar a esse nível. Depois de completar sua educação formal no Japão, Fukuda visitou os Estados Unidos da América para ensinar nas décadas de 1950 e 1960, e acabou indo morar lá, aonde continuou ensinando judô na área da baía de São Francisco. Foi considerada a maior autoridade mundial em Ju-no-kata, um dos katas do judô.

## História
Fukuda nasceu em 12 de abril de 1913, em Tóquio, Japão. Seu pai morreu quando ela era muito jovem. Na juventude, aprendeu as artes da caligrafia, arranjo de flores, e a cerimônia do chá; atividades típicas de uma mulher no Japão naquela época. Apesar de sua educação convencional, Fukuda se sentiu próxima ao judô por meio das lembranças de seu avô, e um dia foi com a mãe para assistir a uma sessão de treinamento. Poucos meses depois, ela decidiu começar a treinar sozinha. Sua mãe e irmão apoiaram essa decisão, mas seu tio era contra a ideia. Sua mãe e irmão tinham pensado que Fukuda acabaria por casar com um praticante de judô, mas nunca se casou, em vez disso se tornando uma especialista em judô. 
Hachinosuke Fukuda, avô de Keiko, tinha sido um samurai e mestre de Tenjin shinyō-ryū jiu-jitsu, e ele tinha ensinado essa arte a Jigoro Kano, fundador do judô e chefe do Kodokan. Kanō tinha estudado com três mestres de jiu-jitsu antes de fundar o judô, e Fukuda tinha sido o primeiro destes homens. Kanō havia ensinado estudantes do sexo feminino, já em 1893 (Sueko Ashiya), e abriu formalmente a joshi-bu (seção das mulheres) do Kodokan em 1926. Ele, pessoalmente, convidou a jovem Fukuda para estudar judô - um gesto incomum para a época - como um sinal de respeito pelo seu avô. Ela começou o treinamento de judô em 1935, como uma das 24 únicas mulheres a treinar no Kodokan. Além da instrução do fundador do judô, Fukuda também aprendeu com Kyuzo Mifune. Em 09 de fevereiro de 2013, aos 99 anos, faleceu de causas naturais em sua casa em São Francisco, Califórnia.   

### Carreira
Com apenas 1,50 cm e menos de 45 kg, Fukuda se tornou, em 1937, instrutora de judô. Além disso, ela se formou em literatura japonesa na Universidade Showa Woman. Em 1953, ela foi promovida ao posto de 5º dan em judô. Ela viajou para os EUA no final daquele ano, a convite de um clube de judô em Oakland, Califórnia, e ficou por quase dois anos antes de retornar para o Japão. Em 1966, Fukuda viajou para os EUA, ministrando seminários na Califórnia. Na época, ela era uma de apenas uma das quatro mulheres no mundo classificadas em 5º dan em judô, e foi apenas uma das duas instrutoras na Kodokan (a outra é Masako Noritomi, também classificado 5º dan) [10] Em 1966, ela demonstrou sua arte no Mills College, e a instituição imediatamente lhe ofereceu um cargo de professora; ela aceitou, e ensinou entre 1967 e 1978.
Durante este tempo, Fukuda viveu na casa de Vale Noe de uma de suas alunas, Shelley Fernandez. Quando o tamanho das turmas cresceu, mudou as classes para o Zen Sokoji Templo budista na Japantown, San Francisco. Ela nomeou a escola de Joshi Soko Judo Club. Tendo estabelecido na San Francisco Bay Area, Fukuda desistiu de sua cidadania japonesa para se tornar uma cidadã americana. 
Por volta de 1972, após uma campanha contra a regra que proibia as mulheres de serem promovidas a um dan maior do que 5º, Fukuda se tornou a primeira mulher promovido a 6º dan pela Kodokan. Em 1973, ela publicou Nascida para o Combate: kata para as mulheres, um livro de instrução para as mulheres sobre o kata (padrões) da Kodokan Judô. Em 1974, ela estabeleceu o acampamento anual Joshi Judo para dar aulas para praticantes de judô do sexo feminino. Naquele ano, ela foi uma das três únicas mulheres no mundo classificada em 6º dan de judô.

### Outros anos
Em 1990, Fukuda foi agraciada com a Ordem do Japão do Tesouro Sagrado, Classe 4 (Raios de Ouro com Roseta), e os Estados Unidos Judo Incorporated (USJI) Henry Contribuição Lifetime Stone americana Award. Em 2004, ela publicou Ju-No-Kata:. Um livro Kodokan, revisado e ampliado de Nascida para o combate, um guia ilustrado para a realização de Ju-no-kata, um dos sete katas da Kodokan. Fukuda tem servido como conselheira técnica para o Judô dos EUA e para o sub-comitê de certificação de kata da USJI. Atualmente, também é conselheira técnica em kata da United States Judo Federation (USJF).
Fukuda mantém o posto de nono dan, a segunda maior graduação no judô, a partir de duas organizações. Em 2001, ela foi premiada com a rara faixa vermelha (9º dan) no judô pelos United States Judo Federation (USJF) pela sua contribuição ao longo da vida à arte. Em 08 janeiro de 2006, em comemoração a sua Ano anuais Novo Biraki Kagami, a Kodokan promoveu Fukuda ao posto de nono dan, ou seja, a primeira vez que foi concedido esse status a uma mulher. Em julho de 2011, Fukuda foi promovida a 10º dan pela USJF.

### Morte
Sensei Keiko Fukuda, que era a última discípula viva do mestre Jigoro Kano e considerada a maior autoridade mundial em Ju No Kata, faleceu aos 99 anos, em sua casa (San Francisco - Califórnia), no dia 9 de fevereiro de 2013.
Um conselho que ela deixou para todas as mulheres: “Seja gentil, seja amável e seja bonita, ainda firme e forte, mentalmente e fisicamente”.